# 大内晴持
大内 晴持（おおうち はるもち）は、戦国時代の武将。周防国山口を本拠地とする戦国大名・大内氏の当主である大内義隆の養嗣子。実父は土佐国中村、土佐一条氏の一条房冬。記述によっては一条房家の四男で、房冬の弟と記すものもある。母は房冬の側室であった大内義隆の姉。没後、養父の幕府への働きかけで将軍家から一字が追贈され、義房（）となった。

## 生涯
幼名は太郎。元服して一条恒持（）と称し、大内家の養子となると同時に足利義晴から偏諱を賜って大内晴持、新介を名乗った。
母方の叔父にあたる大内義隆にまだ男子がなかったため、3歳にしてその養嗣子となる。容貌が美しく文武に秀で和歌や管弦、蹴鞠といった雅な教養にも明るく、公家の名門一条家の血筋もあってか義隆に可愛がられたという。
天文7年（1538年）2月25日に元服。
天文9年（1540年）1月、父・義隆が防府口経由で安芸国に出陣するが晴持も同行する。
天文10年（1541年）3月に安芸国に到着し、5月5日には厳島で流鏑馬を観覧する。
天文10年11月、出雲国の尼子経久が没すると、天文11年（1542年）1月に晴持は義隆とともに出雲に出陣し、天文12年（1543年）3月に尼子晴久が籠城する月山富田城を包囲したが、三刀屋久扶、本城常光らの寝返りで大内軍は総崩れとなった（第一次月山富田城の戦い）。その結果、5月7日に晴持は義隆とともに出雲意宇郡出雲浦へと落ち延びる。ここで晴持と義隆は別々のルートで周防に退却することになった。
尼子軍の追撃は激しく、大内家臣の福島親弘・右田弥四郎たちが防ぎ戦死、その間に晴持は乗船した。しかし、水中から船に乗り込もうとした兵を船上の人が棹で払い落とそうとしたため、船はバランスを崩して転覆、晴持は溺死した。享年20歳だった。
なお、晴持が溺死せずに揖屋西灘に漂着して吉儀惣右衛門に救助されたが、翌6月に17歳で病死したという伝承もある。
晴持の死後、義隆は幕府に働きかけて将軍家の通字である「義」の字を賜り、義房として弔った。このため、後世の系図には義房とも記されている。
また、その死を哀れんだ人が晴持を社に祀り、島根県松江市東出雲町揖屋に大内権現（大内神社）として残っている。社格は無格社で、祭日は11月24日。

## 経歴
※日付＝旧暦
- 1538年（天文7年）12月3日、従五位下に叙位[4][5]。
- 1539年（天文8年）6月15日または19日、従五位上に昇叙し、周防介あるいは周防権介に任官[4][5][注釈 4]。
- 1540年（天文9年）9月5日、左兵衛佐に転任[4][5]。
- 1541年（天文10年）7月22日または7月23日、左衛門佐に遷任[4][5]。
- 1542年（天文11年）1月5日、正五位下に昇叙[4][10]。

※参考：系図纂要

## 画像集

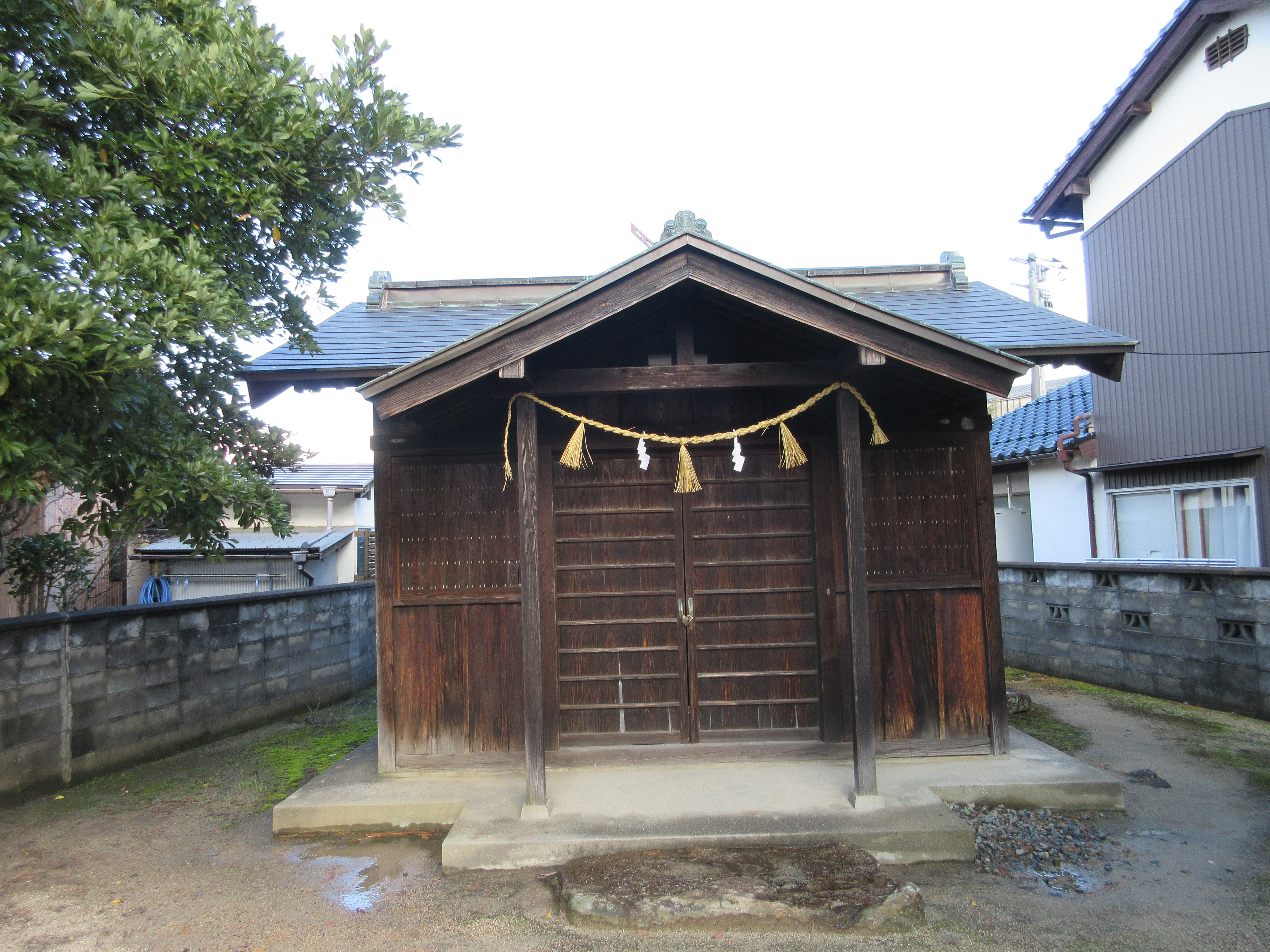
揖屋大内神社（島根県松江市東出雲町揖屋596西揖屋集会所隣）
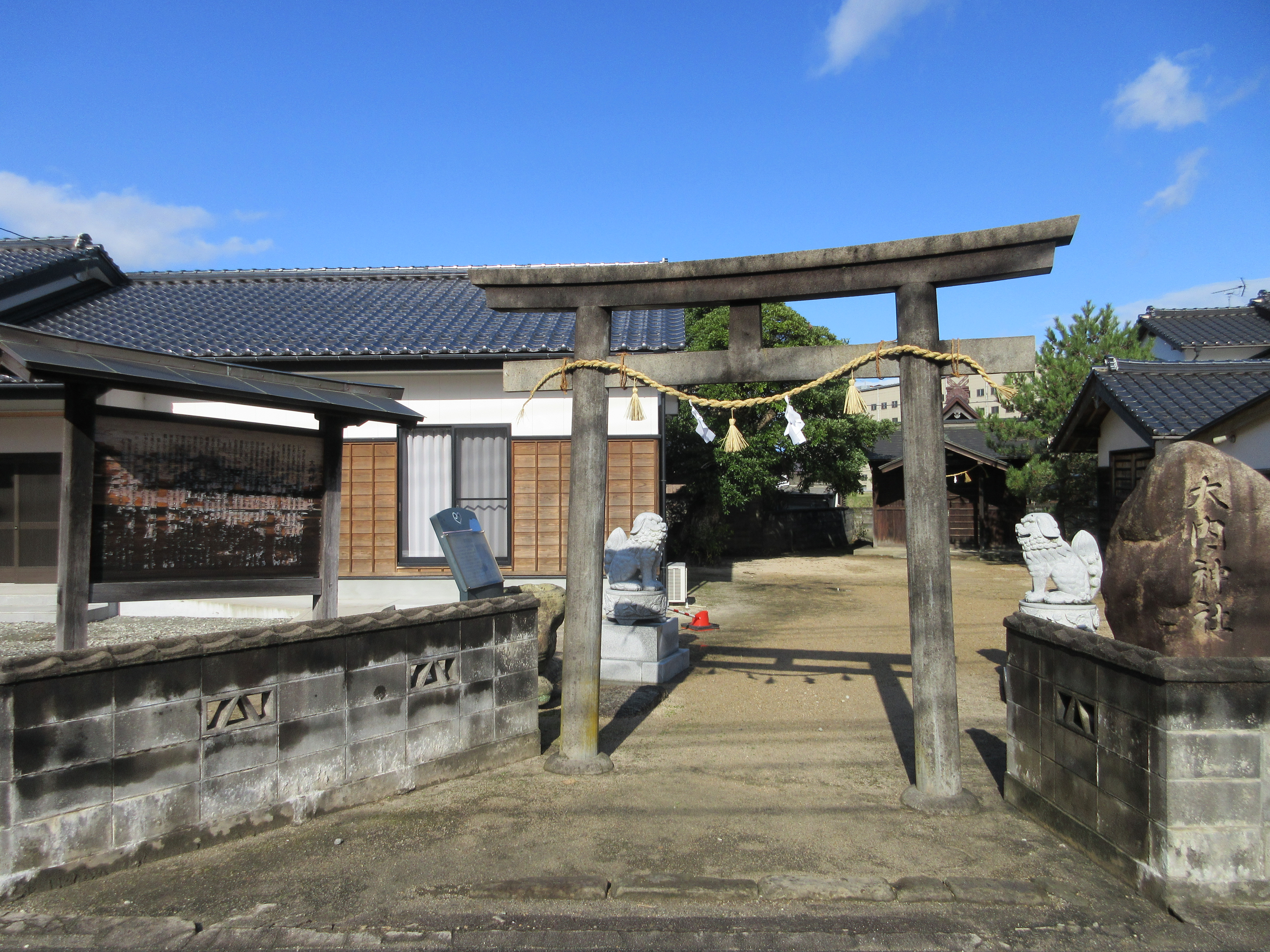
大内神社（権現）松江市（解説板記述、網元吉儀惣右衛門の介護を受けたが亡くなった）